# 国际单位
国际单位（英語：international unit，IU）是用生物活性或生物效价来表示某些维生素、激素、某些药物如抗生素、疫苗、血液制剂、及类似的生物活性物质的药理计量单位。药理学中使用的国际单位不属于国际单位制（SI）。
制定国际单位来计数或计量，目的是为了更容易地比较对有机体产生相同作用的类似物质。例如食物中含有多种维生素A及维生素D的前体（维生素原），可在体内转化为生物有效性的维生素，这些前驱物质及活性物质便均可以国际单位表示与比较其效价。此外，由于不同物质可有相同的生物作用，差异只在于生物活性或生物效价的强弱，因此构成一个国际单位的物质质量或体积会依所测量的不同物质而异。

## 生物制剂

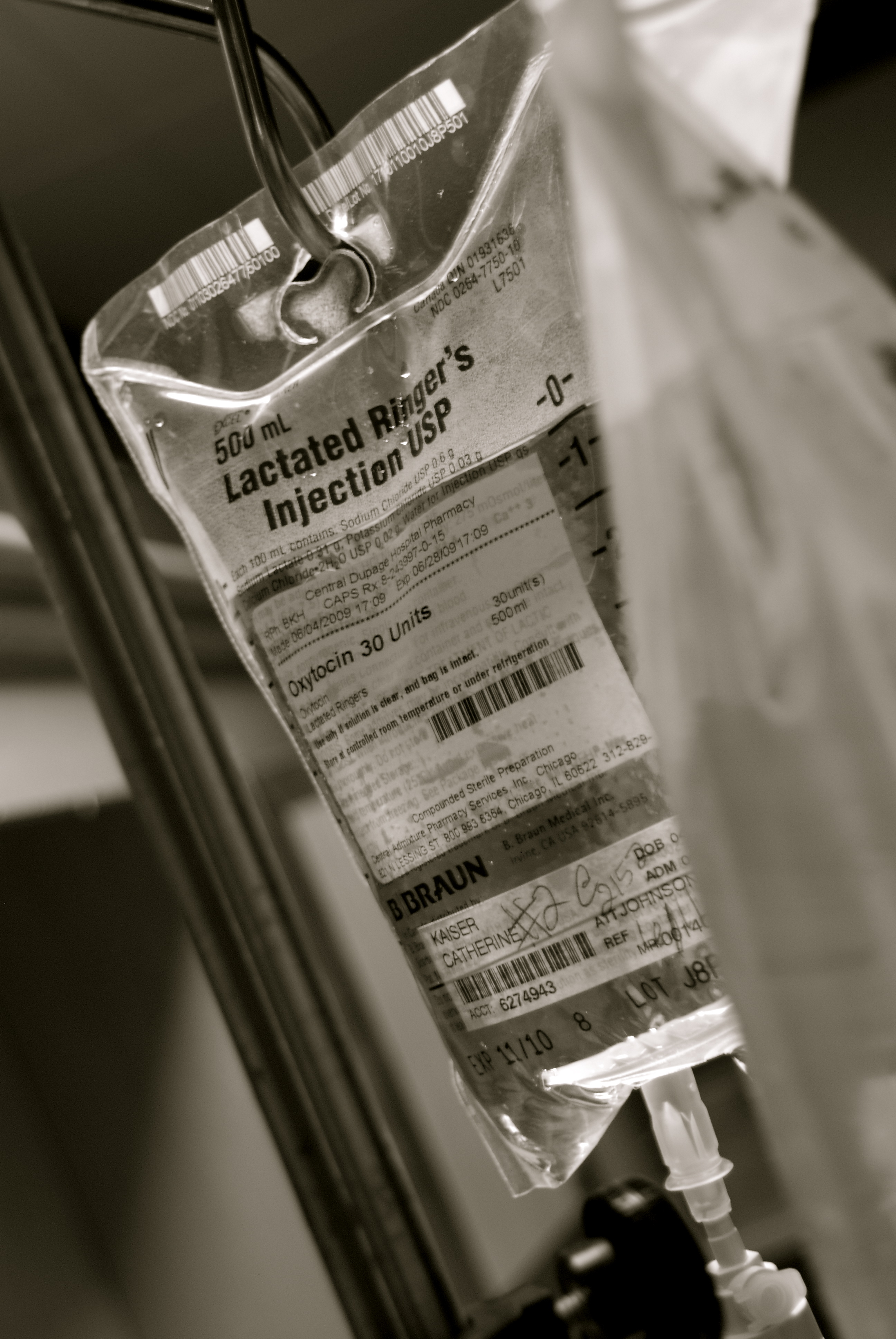
30 IU 催产素静脉输液袋

生物制剂是由生物来源制成的药物和其他产品。根据不同的形式（粉末与溶液）、生产方法或批次之间的差异，它们的相对效力通常会有一些差异，因此简单地用质量来衡量是不够的。国际单位 "可以比较所有这些形式的相对效力，因此具有相同生物效应的不同形式或制剂所含的国际单位数相同。为此，世界卫生组织生物标准化专家委员会（WHO ECBS）提供了一种药剂的参照制剂，任意设定了该制剂所含的IU数，并规定了一种生物检测和/程免疫分析将相同药剂的其他制剂与参照制剂进行比较。由于新物质所含的IU数是任意设定的，因此不同生物制剂的IU测量值之间不存在等效性。

### 定义过程
为了定义一种物质的IU值，世界卫生组织生物标准化专家委员会会组织一项国际合作研究，在多个实验室中使用各种检测系统。研究的主要目标是就分析方法和标准化方法达成共识，以便对结果进行比较。
研究使用高度纯化的物质制剂，通常是冷凍乾燥形式，称为“国际参考制剂”（IRP）。每个制剂都被分成等重的样品，每个样品都储存在自己的安瓿中，安瓿上标有与源IRP相对应的代码。使用这些样品进行化验，并根据先前可用的IU标准进行校准。这些结果可能互相区别很大；一个IRP样品的最终IU值是由共识决定的。结果最好、长期稳定性最佳的IRP会被选定用来定义下一个IU。这个IRP之后就称为“国际标准”。
当标准样品接近耗尽时，就必须找到新的标准。WHO ECBS会生产一批新的相关物质，并与旧的物质进行校准，以便该单位仍能代表相同数量的生物活性。许多物质都经历过多次这样的标准样品更换。泌乳素的“第三届国际标准”已几近失效，2016年提出了替代标准。

### 例子
- 1 IU 重组人表皮成长因子（rhEGF）定义为：与0.001 μg 91/530标准玻璃管内物质等效的量。一个rhEGF生产商的数据说，它生产的rhEGF在等重情况下的效力是91/530的1.4倍。[6]
- 12.5 IU 催產素定义为：与21 μg 76/575标准玻璃管内物质（号称是纯多肽）等效的量。[7]
- 青霉素：1国际单位（IU） = 0.60μg结晶青霉素G钠盐 ＝ 0.625μg结晶青霉素G钾盐[8]。青霉素实现稳定提纯之前，每批的效力也有不同，因此借国际单位来描述，即使后续几经修订且实现了稳定结晶提纯，仍沿用至今[9][10]。

## 维生素
- 维生素A：1国际单位（IU） = 0.300 μg结晶视黄醇 = 0.344 μg维生素A醋酸酯 = 0.550 μg维生素A棕榈酸酯 = 0.358 μg维生素A丙酸酯 = 1 USP
- 维生素C：1国际单位（IU） = 50 μg 抗坏血酸
- 维生素D：1国际单位（IU） = 25 ng维生素D3（晶体） = 1 USP = 1 ICU
- 维生素E：1国际单位（IU） = 0.667 mg (2/3 mg) D-α-生育酚醋酸酯 = 1 mg DL-α-生育酚醋酸酯 = 1 USP